# Marija Nartachowa
Marija Dmitrijewna Nartachowa (ros. Мария Дмитриевна Нартахова, ur. 25 stycznia 1906 w naslegu abaginskim w obwodzie jakuckim, zm. 1987) – radziecka i jakucka polityk, przewodnicząca Prezydium Rady Najwyższej Jakuckiej ASRR w latach 1954-1963.
1926-1930 na kursach robotniczych przy Instytucie Pedagogicznym w Irkucku, od 1930 przewodnicząca kołchozu w Jakuckiej ASRR, następnie nauczycielka w szkole siedmioletniej, od 1931 w WKP(b), 1932 instruktorka Centralnego Komitetu Wykonawczego (CIK) Jakuckiej ASRR, 1932-1934 przewodnicząca komisji ds. pracy i bytu kobiet przy CIK tej republiki, od 1939 kierowniczka kursów Budownictwa Radzieckiego przy Radzie Najwyższej Jakuckiej ASRR, później stała na czele grupy inspekcyjnej przy Radzie Komisarzy Ludowych Jakuckiej ASRR, 1946 instruktorka Komitetu Obwodowego WKP(b) w Jakucku, 1947 II sekretarz miegino-kangałaskiego rejonowego komitetu WKP(b), 1947-1954 ministra opieki społecznej Jakuckiej ASRR. Od 12 kwietnia 1954 do 1963 przewodnicząca Prezydium Rady Najwyższej Jakuckiej ASRR, następnie na emeryturze. Odznaczona dwoma Orderami Czerwonego Sztandaru Pracy (1952 i 1958).